# Costișa de Sus
Costișa de Sus – wieś w Rumunii, w okręgu Vrancea, w gminie Tănăsoaia. W 2011 roku liczyła 245
mieszkańców